# Cirrospilus pulcheria
Cirrospilus pulcheria är en stekelart som beskrevs av Girault 1917. Cirrospilus pulcheria ingår i släktet Cirrospilus och familjen finglanssteklar. Inga underarter finns listade i Catalogue of Life.